# Hajipur
Hajipur – miasto w Indiach, w stanie Bihar. W 2011 roku liczyło 137 688 mieszkańców.